# Todo por tu amor
A Todo por tu amor (jelentése spanyolul: ’Mindent a szerelmedért’) egy 1996-tól, 1997-ig készített venezuelai telenovella, amelynek főszereplői Jeannette Rodríguez, Jean Carlo Simancas és Gabriela Spanic. A sorozat 150, egyenként 45 perces epizódból áll. Magyarországon nem vetítették.

## Történet
|  | Alább a cselekmény részletei következnek! |

A történet főszereplője Marina Rangel, egy fiatal nő, aki gyógytornászként dolgozik egy kórházban. Itt találkozik a jóképű és gazdag dr. Samuel Montalvannal, ekkor kezdődnek Marina problémái. Samuel ugyanis nem kedveli Marinát, ellenszenvet érez iránta és minden ok nélkül elbocsátja őt a kórházból. 
A kétségbeesett és munkanélküli Marina végül állást talál egy gazdag családnál, ahol a ház asszonyát kell gondoznia, aki nemrégiben megvakult. Egy véletlen folytán kiderül, hogy a páciens nem más, mint Samuel alattomos és cselszövő felesége, Andrea.
Az élet a Montalvan-háznál egyre kibírhatatlanabb ahogy Marina Andrea állandó támadásainak a célpontja, aki nem tudja elfogadni hogy megvakult, és azt akarja elérni, hogy mindenki úgy szenvedjen, ahogyan ő. A feszült és konfliktusokkal teli helyzetben mély szerelem kezd kibontakozni Marina és Samuel között, ám úgy tűnik a kapcsolatnak nincs jövője. 
Olyan események veszik kezdetüket, amelyek szétválasztják Marinát és Samuelt. Andrea visszanyeri látását, de nem mondja el senkinek, hogy ezzel sakkban tarthassa Samuelt. Marina életében feltűnik volt barátja, akiről kiderül hogy Samuel bátyja és szintén súlyos problémákat okoz a fiatalok életében. A férfit ugyanis meggyilkolja a féltékeny szeretője, Marina pedig belekeveredik a gyilkosságba és börtönbe kerül. Samuel azt hiszi, hogy Marina a testvére gyilkosa, ezért elhagyja a nőt. 
Évekkel később Marina és Samuel ismét találkoznak. Marina azonban férjhez ment, és biztosítja Samuelt arról, hogy köztük már nem lehet semmi. Marina azonban még mindig szereti Samuelt.
|  | Itt a vége a cselekmény részletezésének! |

## Szereposztás
| - Jeannette Rodríguez – Marina Rangel - Jean Carlo Simancas – Samuel Montalbán - Gabriela Spanic – Amaranta Rey - Hilda Abrahamz – Andrea Mijares - Carlos Arreaza – Larry Mijares - Eva Moreno – Gisela Montalbán - Romelia Agüero – Delfina Magallanes - Julio Alcázar – Álvaro Villagrande - Raúl Amundaray – Daniel - Jorge Aravena – Cristóbal Pérez - Ernesto Balzi – Renato - Inés María Calero – Irene Carvajal - Luis Enrique Canas – Luis Carlos Montalbán - Orlando Casín – Padre Chucho - Raquel Castanos – Julia Vidal |  | - Belén Díaz – María Lucía Zavala - Ivette Domínguez – Carlota Almada - Carlos Flores – Luis «Lucho» Magallanes - Humberto García – Mariano Santander - Víctor Hernández – Guillermo «Memo» Renán - Ramón Hinojosa – Don Lechuga - Carolina López – Coral Machado - Eduardo Luna – Antonio «Tony» Magallanes - Roberto Luque – Filigonio - Antonio Machuca – Comisario Gamboa - Ana Martínez – Sebastiana - Herminia Martínez – Ángela Zavala de Villagrande - Martha Olivo – Elodia Rangel - Jorge Palacios – Padre Marcelo - Dulce María Pilonieta – Gloria |

## Érdekesség
A Gabriela Spanic által játszott Amaranta Rey a telenovella  legjellegzetesebb karaktere. Gaby minden részben különböző színű parókákban jelent meg és ruhái is fokozták a karakter komikus jellegét. Amaranta híres mondata, a "Soy una cosa divina" szlogenné vált a Dél-amerikai sajtóban.

## Külső hivatkozások
- Todo por tu amor az IMDb-n
- Todo por tu amor – Venevisión Internacional[halott link]